# جنين (مدينة)
جِنِين مدينة فلسطينية، ومركز محافظة جنين وأكبر مدنها، تقع في شمال الضفة الغربية المحتلة التابعة للسلطة الفلسطينية. تعتبر تاريخيًا، إحدى مدن المثلث في شمال فلسطين، وتبعد عن القدس مسافة 75 كيلومترًا إلى الشمال. تطل جنين على غور الأردن من ناحية الشرق، ومرج بن عامر إلى جهة الشمال.
بالرغم من قلة عدد سكانها حتى تاريخ وقوع النكبة مقارنة بالمدن الفلسطينية الأخرى، إلا أن لها ثقلا اقتصاديا أكبر بكثير من حجمها السكاني. في عام 2017، بلغ عدد سكان مدينة جنين 48,479 نسمة بينما بلغ عدد سكان مخيم جنين للاجئين حوالي 10 آلاف نسمة، حيث يسكنه عائلات من الفلسطينيين الذين فروا أو طردوا من منازلهم خلال حرب فلسطين عام 1948، أما المحافظة فيقطنها حوالي 314,866 نسمة.
تصل مساحة مدينة جنين وحدها إلى 21,000 دونم، مما يجعلها خامس أكبر مدينة فلسطينية في الضفة الغربية بعد مدن الخليل ونابلس وطولكرم ويطا، بينما تبلغ مساحة محافظة جنين 583 كيلومترًا مربعًا أي 9,7% من مساحة الضفة الغربية الإجمالية. يتبع المدينة مخيم جنين الذي يقع غربها ويسكنه 16,000 لاجئ. وترتفع المدينة عن سطح البحر بمعدل 175 متراً.
عُرفت جنين بعدد من الأسماء عبر الزمن، وقد ورد اسم المدينة في مصادر وآثار المصريين القدماء والبابليين والآشوريين، فوفقًا لعلماء الآثار فإن الكنعانيين هم من أسسها في حدود سنة 2450 قبل الميلاد، وبهذا تعتبر من أقدم مدن العالم التي لا تزال مأهولة بالسكان. كانت تسمى قديمًا عين جانيم وتعني الجنائن، حيث ارتبط اسم المدينة بمرج بن عامر الذي يعتبر أخصب أراضي فلسطين التاريخية، وفي عهد الرومان كان في بقعتها قرية ذكرت باسم «جيناي» من قرى سَبَسْطية.
سيطرت على جنين الكثير من القوى، فكانت تارة تنهض وتارة أخرى تنتكس، إلا أن المدينة ازدهرت في أواخر الحكم العثماني وتأسس فيها أول مجلس بلدي في عام 1886. تطورت الحياة في جنين بصورة متسارعة عبر ما يزيد عن القرن بازدياد عدد اللاجئين إليها، حتى بلغت منزلتها المهمة بين المدن الكبرى بالضفة الغربية في العصر الحديث.
كان لمدينة جنين شأن عظيم في النضال الوطني الفلسطيني منذ بداية الصراع الفلسطيني الإسرائيلي، وظلت هاجسا بالنسبة لإسرائيل بسبب قربها من مدن الداخل ومشاركة عدد كبير من أبناءها في العمل المسلح ضد إسرائيل، خصوصا بعد الانتفاضة الثانية.

## تسمية
تقوم مدينة جنين على الأرض التي كانت تقوم عليها مدينة «عين جنيم» وتعني بالكنعانية عين الجنائن. لذلك سُميت بهذا الاسم بسبب الجنائن التي تحيط بها.[بحاجة لمصدر]
ذًُكرت مدينة «عين جنيم» في التوراة على أنها إحدى المدن التي سكنها اللاويون المنتمين لقبيلة «إسحقكر»، والذين غيروا اسمها إلى «جنّت» بعد بضع سنوات من استقرارهم بها. وفي كتابات أخرى يُرمز إلى المدينة باسم «جيني»، ويذكر المؤرخ اليهودي «يوسيفوس فلافيوس» أن مدينة جنين كانت إحدى مدن شمال السامرة.

## تاريخ

### العصور القديمة

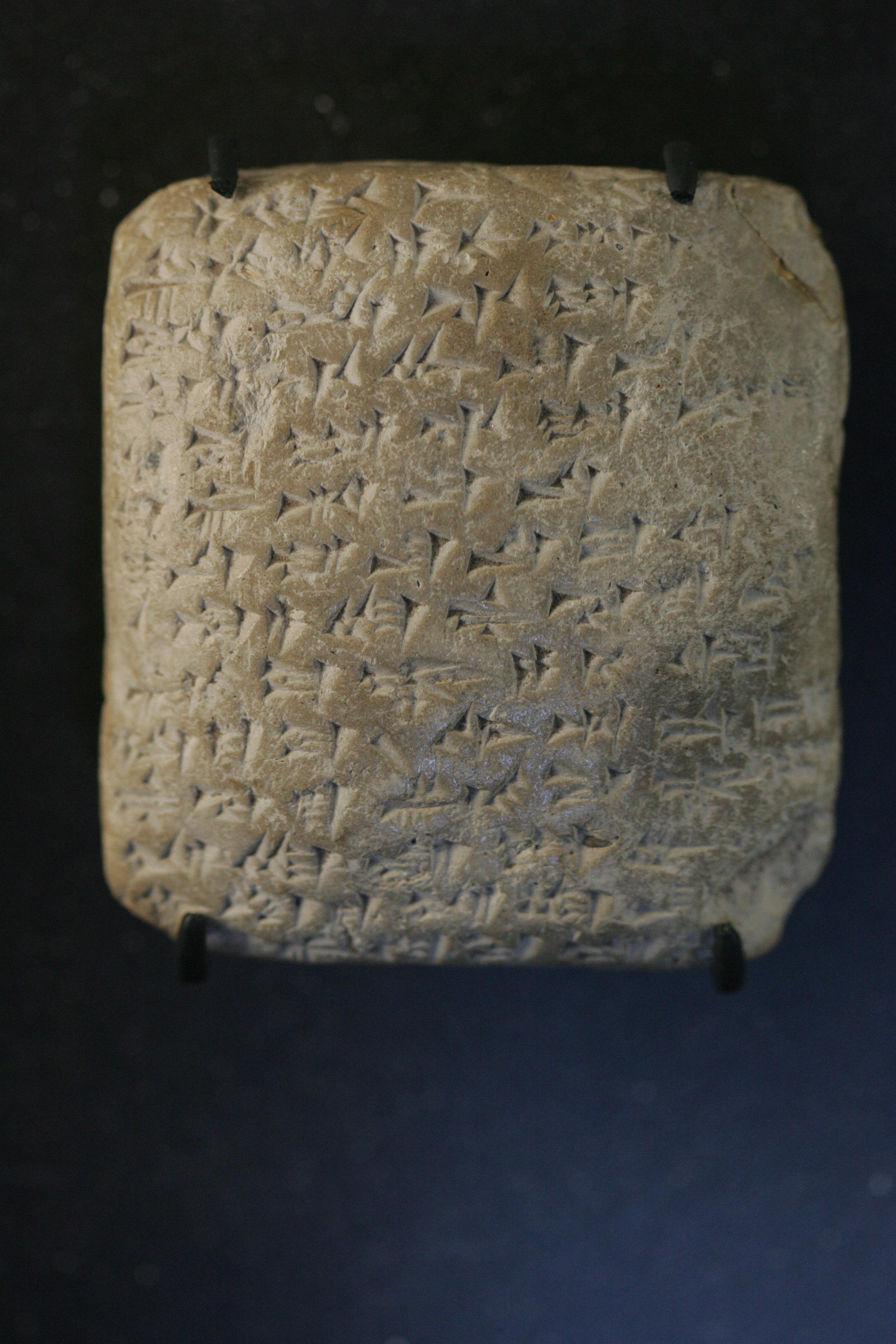
تضمنت رسائل تل العمارنة الفرعونية منطقة وادي مجدو شمال غرب جنين الحالية، والتي كانت أحد أهم المناطق الكنعانية.

توفرت في موقع جنين المظاهر الطبيعية اللازمة لأي استقرار بشري، ففيه توفر الماء والسهل والجبل والأودية والكهوف، وبالتالي وفر هذا الموقع الماء والغذاء والمأوى والطريق. وعليه فليس من المستغرب أن يكون الإنسان الأول قد أقام في هذا الموقع ولا سيما أنه اكتشفت بقايا الإنسان الأول في جبل الكرمل القريب من موقع جنين، وفي نفس الوقت ليس هناك ما يحول دون انتقال ذلك الإنسان من جبل الكرمل إلى جنين. وقبل الميلاد بقرون عديدة كانت مدن بيت شان (بيسان) ومجدو ودوثان، وحتى تقوم بين هذه المدن علاقات تجارية فلا بد من موقع وسطي يقوم بتقديم الخدمات للقوافل التجارية، وأنسب موقع في هذا المجال هو موقع مدينة جنين الذي بقع في وسط المثلث الذي شكله مواقع تلك المدن. ويعزز هذا الرأي ورود اسم المدينة في النصوص المصرية القديمة وفي الوثائق البابلية والآشورية. وقد ورد اسم المدينة في التوراة باسم «عين جنيم» أو "Eun Gannim" (بالعبرية: ג'נין) أي عين الجنات لكثرة مياهها وبساتينها، وكانت تعرف باسم «باب السامرة» (سبسطية الحالية) لأنها تقع عند بداية الوادي الذي يصل بين مرج ابن عامر وجبال السامرة. ونظراً لعدم حصانة موقع عين جانيم أنشأت في ذلك الوقت «مدينة بلعام» (بلعمة حالياً) التي تقع جنوب جنين ومشرفة على طريق السامرة. والمعروف أن جنين الحالية تقوم على المنطقة التي كانت تقوم عليها مدينة «عين جانيم» العربية الكنعانية.

#### العهد الفينيقي والإغريقي
عُثر على 4 مشاعل مصنوعة من الطين النضيج في جنين، وهي ذات أصل فينيقي وتعود للقرن الثامن قبل الميلاد، وكان صاحب هذا الاكتشاف هو عالم الآثار «ج.أ. هاردينغ»، الذي قال بأن هذا دليل على وجود نوع من التفاعل والعلاقات التجارية بين سكان جنين وفينيقيا في ذلك الزمن.

#### العهد الروماني
في العهد الروماني كانت في مكانها قرية ذكرت باسم «جيناي»، وقد مر بالقرب منها المسيح أكثر من مرة وهو في طريقه من الناصرة إلى القدس. وقد اعتنق سكانها المسيحية، حيث عثر على بقايا كنيسة بالقرب من مركز جنين، في قرية برقين تحديداً، ويعود تاريخ هذه الكنيسة إلى القرن السادس الميلادي. وقد غير الرومان اسمها من «عين جنيم» إلى «جنين».

### الفتح الإسلامي والصليبيون
ولما جاء الفتح الإسلامي حُرّف اسمها إلى «جينين»، وقد قال عنها ياقوت الحموي في معجم البلدان بأنها «بليدة حسنة بين نابلس وبيسان من أرض الأردن، بها عيون ومياه.» وتعاقبت على حكم المنطقة الدولة الأموية ثم العباسية. وعندما انحطت هذه الأخيرة أخذ يسيطر على فلسطين فئة خارجة عن القانون، مما سهّل على الصليبيين غزوها.
سقطت مدينة جنين تحت الحكم الصليبي عام 1103م، وقد احتلها دوق أدنبرة، ودخلت ضمن إمارة بلدوين ومملكة بيت المقدس. وقد غير الصليبيون اسمها إلى «غرين الكبرى» (بالفرنسية: Grand Grin)، تمييزاً لها عن بلدة زرعين التي دعوها باسم «غرين الصغرى» (بالفرنسية: Petit Grin)، وقد أحاطها الصليبيون بقلاع وحصون منيعة.
بقيت جنين بيد الصليبيين حتى عام 1187م، حيث هاجمها صلاح الدين الأيوبي إذ استطاع جنده ثقب قلعتها ولكن القلعة سقطت عليهم، وبالتالي غادرها صلاح الدين إلى زرعين ومن ثم إلى عين جالوت. وبعد معركة حطين سقطت جنين بيد المسلمين، وقد عقد صلاح الدين صلحاً مع أعدائه عام 588 هـ، وبالتالي تركها وغادر بعد ذلك إلى بيسان.
في عام 1229 عُقد صلح بين فردريك الثاني - إمبراطور الإمبراطورية الرومانية المقدسة والكامل الأيوبي خلال الحملة الصليبية السادسة، أعطيت المدينة بموجبه إلى الصليبيين ولكن الملك الصالح أيوب استطاع تحريرها نهائياً عام 1244م في معركة هربيا بمساعدة الخوارزمية. وفي عام 1255م تم الاتفاق بين الناصر الأيوبي وبين عز الدين أيبك، أول سلاطين المماليك، على إعطائه كل الأراضي التي تقع غرب نهر الأردن (فلسطين حالياً)، وبالتالي دخلت جنين في حوزة المماليك.

### العهد المملوكي والعثماني

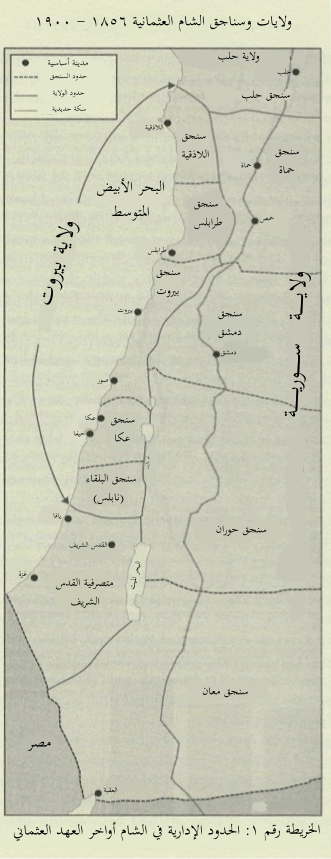
الولايات العثمانية في بلاد الشام نهاية القرن التاسع عشر، كانت جنين واقعة ضمن سنجق البلقاء (نابلس) التابع لولاية بيروت.

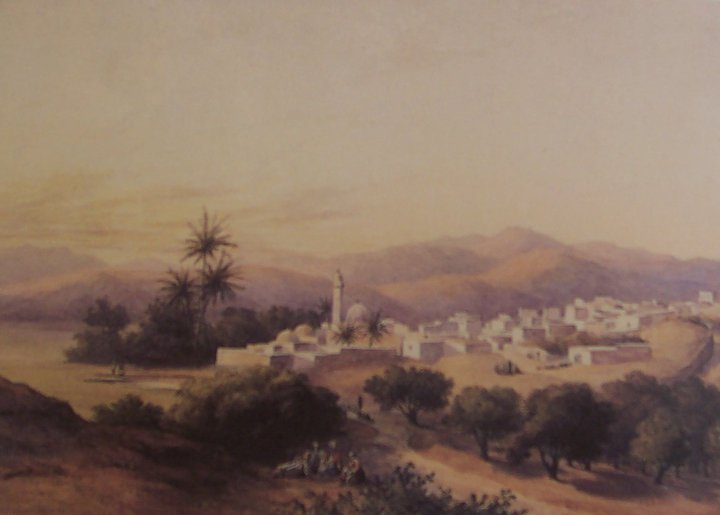
مدينة جنين بريشة رحالة هولندي عام 1880م

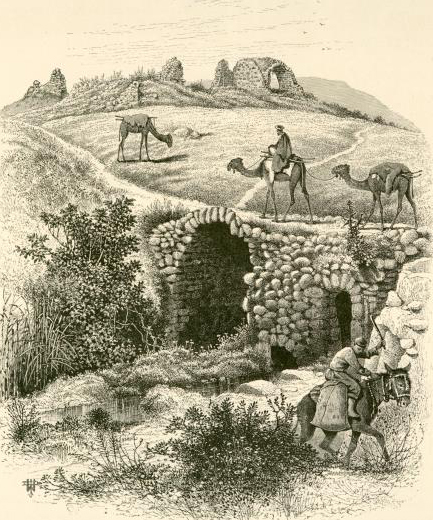
خان اللجون قرب جنين عام 1870.

لقد كانت جنين وزرعين إحدى إقطاعيات الظاهر بيبرس، في عام 1260 شهدت منطقة عين جالوت الواقعة بالقرب من زرعين، شمال جنين واحدة من المعارك الفاصلة في التاريخ، حيث تعد معركة عين جالوت من أهم المعارك في تاريخ العالم الإسلامي، انتصر فيها المسلمون المماليك انتصارا ساحقا على المغول وكانت هذه هي المرة الأولى التي يهزم فيها المغول في معركة حاسمة منذ عهد جنكيز خان. أدت المعركة لانحسار نفوذ المغول في بلاد الشام وخروجهم منها نهائيا وإيقاف المد المغولي المكتسح الذي أسقط الخلافة العباسية سنة 1258م. وفي عام 1280م ولّى السلطان قلاوون الأمير بدر الدين درباس ولاية جنين ومرج ابن عامر. ومن أبرز حوادث جنين في العهد المملوكي، انتشار الوباء في مصر والشام عام 748هـ، ويعود تمكن الوباء من هذه المدينة لانفتاحها على البلدان الأخرى ولكثرة الوافدين إليها حيث كانت جنين مركزاً من مراكز البريد بين غزة ودمشق. وقد حكم الأمراء الحارثيون - الذين أعلنوا الولاء للعثمانيين - هذه البلاد. وكانت مدينة جنين مركزاً لزعامتهم (من 1601م إلى 1671م) حيث خرجت الإمارة منهم بعد هذا التاريخ وتولى الإمارة أحمد باشا الترزي ثم جاء بعده شيوخ المهاميط وأشهرهم الشيخ علي من أواخر القرن السابع عشر حتى أوائل القرن الثامن عشر. وفي عام 1566م قامت فاطمة خاتون زوجة والي دمشق ببناء جامع اشتمل على حمام وتكية وسوق (وهو جامع جنين الكبير حالياً) وقد بقي آل طرباي مسيطرين على المنطقة وموالين للعثمانيين الذين ساعدوهم ضد الأمير فخر الدين المعني الثاني - حاكم لبنان - الذي فر إلى أوروبا عام 1613م، ولكنه ما لبث أن عاد ثانية إلى المنطقة، وتمكن من هزيمة الطرباي الذين حكموا المنطقة عام 1624م. وفي عام 1660م ألحقت جنين مع سنجق اللجون بولاية صيدا.
في عام 1799 هاجم الفرنسيون بقيادة نابليون فلسطين وعسكر قائده كليبر في مرج ابن عامر، هنا هاجمه جنود الدولة العثمانية بمساعدة أهالي جنين ونابلس، الذين كادوا يقضون على الفرنسيين في تلك المنطقة، لولا أن هبّ نابليون لنجدة كليبر، حيث قطع نابليون خط إمدادات العثمانيين. ولما انتصر الفرنسيون أمر نابليون جنده بحرق جنين ونهبها انتقاماً منهم لمساعدتهم للعثمانيين. وبعد اندحار الفرنسيين ورجوعهم إلى مصر نمت مدينة جنين ثانية وأصبحت مركزاً لمتسلمية جنين، يحكمها متسلم ينوب عن والي صيدا وكانت في الغالب لعائلتي آل جرار وآل عبد الهادي.
وكان جبل نابلس في هذه الفترة ينقسم إلى متسلميتين: الأولى «متسلمية اللجون» والتي انتقلت فيما بعد إلى جنين والثانية «متسلمية نابلس» واللتان تقعان ضمن سنجق البلقاء (نابلس) التابع لولاية بيروت العثمانية. وكان آل جرار أمراء متسلمية اللجون منذ أوائل القرن الثامن عشر، ففي نهاية هذا القرن قامت الدولة العثمانية بتعيين الشيخ يوسف الجرار أميراً على اللجون في بلاد حارثة، والذي قام وبمساعدة سكان المنطقة والعثمانيين بنجدة أحمد باشا الجزار حاكم عكا في التصدي للغزو الفرنسي على المدينة.
ثم دخلت جنين كباقي مدن الشام تحت الحكم المصري بعد أن نجح إبراهيم باشا في طرد العثمانيين، وعين حسين عبد الهادي حاكماً لها، كما جعلها مركز لواء خاصاً به، إلا أن حكم المصريين لم يدم طويلاً حيث اضطر المصريون للخروج من بلاد الشام عام 1840م. فعادت جنين قائمقامية في متصرفية نابلس التابعة لولاية بيروت التي أنشئت بدلاً من ولاية صيدا. وفي القرن العشرين ربطت جنين بسكة حديد الحجاز التي وصلتها بالعفولة وبيسان ونابلس، وفي الحرب العالمية الأولى أقام الجيش الألماني مطاراً عسكرياً غرب جنين.

### التاريخ المعاصر

#### الانتداب البريطاني
في عهد الانتداب البريطاني أصبحت المدينة مركزاً لقضاء جنين، ولها سجل حافل بالنضال ضد الاستعمار البريطاني والصهيوني، حيث أعلنت أول قوة مسلحة ضد الاستعمار البريطاني عام 1935م بقيادة عز الدين القسام، والذي استشهد لاحقاً في أحراش بلدة يعبد وهي أحد البلدات التي تقع غرب مدينة جنين. وقد اشترك سكان المدينة في إضراب عام 1936، وقد تعرضت جنين إبان فترة الانتداب البريطاني إلى الكثير من أعمال العنف والتنكيل والتخريب وهدم البيوت على أيدي القوات البريطانية نتيجة لبعض الحوادث مثل قتل حاكم جنين «موفيت» في عام 1938.

#### قيام دولة إسرائيل
أما بعد انسحاب البريطانيين من فلسطين منتصف 1948، وفي خضم [[حرب فلسطين
1948|الحرب العربية-الإسرائيلية الأولى]] أو النكبة، اختير القائد عبد القادر الحسيني لتولي القيادة العسكرية في جبل القدس. ولما تأخر وصول كتاب جيش الإنقاذ من الدول العربية المجاورة حتى أواخر شهر كانون الثاني سنة 1948، قرر الحسيني تعبئة القوى الشعبية في القسم العربي من التقسيم وقد كان يعتمد على متطوعي جبل نابلس لتاريخ هذا الجبل البطولي والعسكري، ولذا فقد وفد إلى مدينة جنين مطلع شهر كانون الثاني وبعد مناقشات ومحادثات مع وجهاء المنطقة، عقدت عدة اجتماعات في قرى القضاء وتطوع عدد كبير من المقاتلين واختار الجمع الشيخ فوزي الجرار قائداً لجميع فرق مقاتلي جبل نابلس. وقد أقرت الهيئة العربية العليا والقيادة العسكرية العليا لجامعة الدول العربية هذا التعيين واعتمدته وأوصت أن يتخذ جرار مراكزه في قرى صانور، صير وجبع.
ولقد خاضت جنين بمدنها وقراها معركة الدفاع عن الوجود ضد المنظمات الصهيونية المسلحة، التي استولت في أواخر مايو سنة 1948 على قرى زرعين، والمزار، ونورس، وصندلة، والجلمة، والمقيبلة، وفقوعة، وعرانة، وحاولت الاستيلاء على مدينة جنين حيث تم تطويقها في 3 يونيو 1948 وكان عدد الصهاينة 4000 مقاتل؛ فاستولوا على معظم أحياء المدينة وتحصن المجاهدون في عمارة الشرطة في المدخل الغربي لجنين. حتى وصلت نجدة للمحاصرين قوامها 500 جندي عراقي بقيادة عمر علي وحوالي 800 من المجاهدين الفلسطينيين من المدينة. وبعد معارك دامية خارج البلدة وفي شوارعها وأزقتها شارك فيها العديد من سكان المنطقة وقراها المجاورة تقدم العرب لاسترداد قراهم المحيطة بالمدينة. وقد كانت معركة جنين التي وقعت في 3 حزيران سنة 1948 مفخرة للمقاتلين من أهل البلاد الذين استشهد منهم العشرات بالإضافة للعدد الكبير من الجرحى، والتي أدت في آخر المطاف إلى انسحاب القوات الإسرائيلية من جنين في 4 حزيران سنة 1948 وتكبيدها خسائر جسيمة بلغت 1241 قتيل ومفقود من أصل 4000 جندي إسرائيلي كانوا يحاصرون المدينة. يستذكر الفلسطينيون شهداء الجيش العراقي الذين سقطوا دفاعاً عن جنين، حيث توجد مقبرة للعشرات منهم بالقرب من مثلث الشهداء جنوب المدينة.

### قيام السلطة الوطنية الفلسطينية
ومع باقي الضفة الغربية دخلت المدينة في عام 1951 في اتحاد مع المملكة الأردنية الهاشمية، وأصبحت في عام 1964 مركزاً للواء جنين التابع لمحافظة نابلس. وبقيت تحت الحكم الأردني حتى احتلالها في حرب 1967 أو النكسة. رزحت جنين تحت الاحتلال الإسرائيلي وأصبحت مركزاً لمنطقة جنين التي يحكمها حاكم عسكري إسرائيلي مباشرة. استمر هذا الوضع حتى قدوم السلطة الوطنية الفلسطينية عام 1995، وأصبحت المدينة منذ ذلك الحين، مركزاً لمحافظة جنين، كما وقعت معظم أراضي المحافظة ضمن تصنيف (أ) و (ب) حسب اتفاق أوسلو.
في 3 نيسان من سنة 2002 قامت القوات الإسرائيلية باقتحام جنين ومخيمها في عملية استمرت 10 أيام متواصلة، ارتكبت فيها إسرائيل مجزرة راح ضحيتها 58 فلسطيني، فيما تكبدت هي خسائر جسيمة بأعداد القتلى حيث ناهزت العشرين قتيل من الجنود الإسرائيليين الذي اشتبكوا في حرب شوارع مع فصائل المقاومة داخل مخيم المدينة في ما أطلق عليها لاحقاً معركة جنين.

### حرب غزة (2023)
خلال حرب غزة، نفذت قوات الاحتلال الإسرائيلية عمليات متعددة في جنين. وفي 22 أكتوبر/تشرين الأول، نفذت القوات الإسرائيلية غارة جوية استهدفت مجمعًا تحت الأرض أسفل مسجد الأنصار في في مخيم جنين للاجئين
بالمدينة +، ما أدى لاستشهاد اثنين وأصيب آخرين بجروح متفاوتة، وقيل إنها كانت أول غارة جوية في الضفة الغربية منذ الانتفاضة الثانية. وإدعى الجيش الإسرائيلي أن الضربة استهدفت نشطاء من حماس والجهاد الإسلامي في فلسطين كانوا يخططون ل"هجوم إرهابي".
وتعرضت جنين لأضرار بالغة خلال الحرب على غزة، وبحلول يونيو 2024، أدت الهجمات المتكررة بالقنابل والتوغلات بالجرافات من قبل القوات الإسرائيلية إلى تدمير كل شارع وتحويل كل ساحة عامة إلى أنقاض. وفي حادثة واحدة في 21 مايو، وفقًا للصحفي الإسرائيلي جدعون ليفي، أطلق قناص إسرائيلي النار على المارة ما أدى لإستشهادهم، بما في ذلك جراح الدكتور أسيد جبارين (50 عامًا) أثناء توجهه إلى العمل في مستشفى جنين الحكومي.

## الأهمية الدينية
ورد اسم جنين بالمخطوطات المصرية القديمة، وكذلك البابلية والآشورية وفي التوراة والإنجيل، وهي مشتقة من الاسم القديم «عين جهانيم» أو «جنيم» وهي قريبة من الجنائن والبساتين. وتعتبر جنين خامس الأماكن المقدسة عند المسيحيين، لمرور يسوع المسيح من قرية برقين، حيث أشفى العشرة البرص المنعزلين في مغارة بطرف القرية.
وفي المكان نفسه وفي أوائل القرن الرابع الميلادي أقام قسطنطين الكبير كنيسة برقين المعروفة بكنيسة جرجس وقد قامت الحكومة الهولندية بإجراء الإصلاحات اللازمة لها بالتنسيق مع دائرة الآثار في السلطة الوطنية الفلسطينية باعتبارها من الأماكن المقدسة لدى النصارى، وأصبحت هذه الكنيسة تعتبر طريق الوصل للحجاج المسيحيين من الناصرة إلى بيت لحم. وفي الفترة المشار إليها أقيمت في جنين كنيسة من ضمن 31 مدينة و442 قرية في عموم أراضي فلسطين، وظلت الكنيسة قائمة إلى أن دمرها زلزال عام 560م. كما تضم المحافظة ديراً للاتين يقع في قرية الزبابدة ذات الأغلبية المسيحية، الواقعة جنوب شرق جنين.
أما إسلامياً، فيقع في المدينة واحد من أقدم وأكبر المعالم الإسلامية العثمانية في فلسطين وهو جامع جنين الكبير الذي أنشأته فاطمة خاتون ابنة محمد بك بن السلطان الملك الأشرف قانصوة الغوري في القرن السادس عشر. ويُعتبر هذا المسجد من أبرز المعالم التاريخية في الحضارة الإسلامية في فلسطين، ومن أقدم التحف المعمارية العثمانية في البلاد.

## الجغرافية

### الموقع

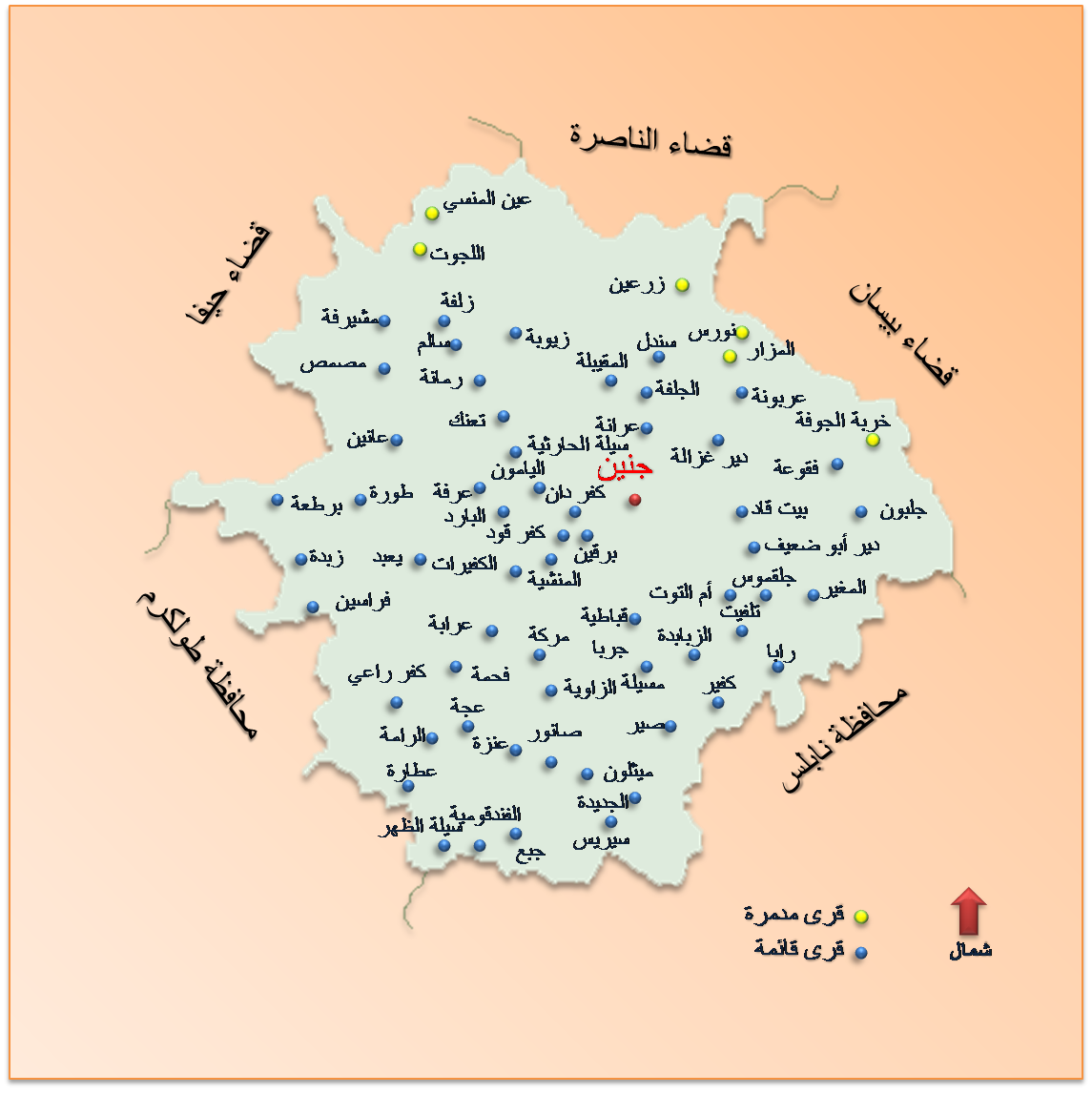
خارطة تبين محافظة جنين وقراها.

تقع مدينة جنين على دائرة عرض 32,28 شمالاً وعلى خط طول 35,18 شرق غرينتش، كما تقع على الإحداثيات 208 عرض و178 طول حسب شبكة الإحداثيات الفلسطينية.
ينقطع في الأجزاء الشمالية من فلسطين استمرار الإقليم الجبلي المحاذي للسهول الساحلية مكوناً سهلاً يشبه مثلثاً متساوي الأضلاع، تمتد قاعدته من سفوح جبل الكرمل في حيفا حتى شرق جنين، ويمتد الضلع الأول من جنوب شرق الناصرة وينتهي في جوار مدينة جنين، ويمتد الضلع الثاني بمحاذاة جبال الجليل. ويطلق على السهل اسم مرج ابن عامر. وبالتالي، يمثل موقع مدينة جنين رأس مثلث سهل مرج ابن عامر، عند التقاء المرتفعات الممتدة من جبل الكرمل ومن جنوب شرق الناصرة.
ومما يعطي موقع مدينة جنين أهمية أنها تقع في موقع وسطي بالنسبة للمدن الفلسطينية، حيث تقع جنوب مدينة الناصرة على بعد 25 كم، وإلى الجنوب الشرقي من مدينة حيفا على بعد 50 كم، وإلى الشمال من مدينة نابلس على بعد 43 كم.
تقع المدينة على السفح الشمالي لجبال نابلس على الجانب المطل على مرج بن عامر، وتنتشر مساكن المدينة على هذا السفح من ارتفاع يناهز 125م إلى ارتفاع يقارب 225م. ويتراوح انحدار هذا السفح بين 10-15 %، مما يشير إلى تدرج السفح بشكل تدريجي. وعند قمة السفح تقوم هضبة فسيحة ترتفع تدريجياً نحو الشرق، وتطل باتجاه الشمال على مرج ابن عامر ومن الجنوب الغربي تطل على سهل عرابة الذي يرتفع قرابة 250م، وبالتالي يظهر السفح الذي تقوم عليه المدينة، عتبة بين سهل مرج ابن عامر وبين سهل عرابة.

### قرى جنين

أحراش يعبد قرب جنين.

في محافظة جنين مدينتان، مدينة جنين وقباطية، ويتبع المحافظة 14 بلدية كبيرة (هي يعبد، عرابة، برقين، صانور، سيلة الحارثية، سيلة الظهر، الزبابدة، اليامون، كفر راعي، كفر دان، ميثلون، دير أبو ضعيف، جبع، عجة، صير)، كما ينتشر عدد ليس بقليل من القرى ومخيم يقع إلى الغرب من المدينة، والذي تعرض للاجتياح الإسرائيلي في شهر نيسان عام 2002. كانت جنين تضم قبل نكبة 1948 حوالي (70) قرية كبيرة وصغيرة وبعد النكبة اقتصرت على ما يقارب 30 قرية صغيرة. ومثل باقي المدن الفلسطينية، تعرضت أراضي شاسعة من جنين وقراها للمصادرة من قبل إسرائيل، حيث أقام على أرضها ما يزيد عن 10 مستوطنات.

### المناخ
يختلف مناخ منطقة جنين عن المناخ العام لفلسطين، وذلك لوضعها الطبوغرافي. فتقع المدينة على ارتفاع يتراوح بين 125 و225 متر، كما تحاط بعدد من المرتفعات، فمن الشرق تحيط بها جبال جلبون ومن الجنوب والغرب والشمال الغربي تحيط بها جبال نابلس وامتدادها في جبل الكرمل، وإن انفتاحها على مرج ابن عامر تقفله جبال الجليل على بعد لا يتجاوز 20 كم. هذا الوضع قلل من استفادة المدينة من الرياح الغربية والجنوبية الغربية الماطرة والمعدلة لدرجة الحرارة، كما عمل على إبعاد مناخ جنين عن مناخ البحر الأبيض المتوسط، وجعلته أكثر تطرفاً. مثلاً، تتلقى منطقة جنين كمية من الأمطار أقل من كمية الأمطار التي تتلقاها منطقة يعبد المجاورة بمئة وخمسين مليمترا، وحرارتها أعلى من حرارة المنطقة المجاورة.
| البيانات المناخية لـمحطة بيت قاد (جنين) | البيانات المناخية لـمحطة بيت قاد (جنين) | البيانات المناخية لـمحطة بيت قاد (جنين) | البيانات المناخية لـمحطة بيت قاد (جنين) | البيانات المناخية لـمحطة بيت قاد (جنين) | البيانات المناخية لـمحطة بيت قاد (جنين) | البيانات المناخية لـمحطة بيت قاد (جنين) | البيانات المناخية لـمحطة بيت قاد (جنين) | البيانات المناخية لـمحطة بيت قاد (جنين) | البيانات المناخية لـمحطة بيت قاد (جنين) | البيانات المناخية لـمحطة بيت قاد (جنين) | البيانات المناخية لـمحطة بيت قاد (جنين) | البيانات المناخية لـمحطة بيت قاد (جنين) | البيانات المناخية لـمحطة بيت قاد (جنين) |
| الشهر                                   | يناير                                   | فبراير                                  | مارس                                    | أبريل                                   | مايو                                    | يونيو                                   | يوليو                                   | أغسطس                                   | سبتمبر                                  | أكتوبر                                  | نوفمبر                                  | ديسمبر                                  | المعدل السنوي                           |
| --------------------------------------- | --------------------------------------- | --------------------------------------- | --------------------------------------- | --------------------------------------- | --------------------------------------- | --------------------------------------- | --------------------------------------- | --------------------------------------- | --------------------------------------- | --------------------------------------- | --------------------------------------- | --------------------------------------- | --------------------------------------- |
| الدرجة القصوى °م (°ف)                   | 25.0 (77.0)                             | 26.0 (78.8)                             | 26.8 (80.2)                             | 38.6 (101.5)                            | 40.4 (104.7)                            | 37.6 (99.7)                             | 37.0 (98.6)                             | 35.8 (96.4)                             | 37.0 (98.6)                             | 39.0 (102.2)                            | 29.0 (84.2)                             | 25.4 (77.7)                             | 40.4 (104.7)                            |
| متوسط درجة الحرارة الكبرى °م (°ف)       | 17.4 (63.3)                             | 18.2 (64.8)                             | 21.6 (70.9)                             | 28.3 (82.9)                             | 31.0 (87.8)                             | 32.9 (91.2)                             | 33.6 (92.5)                             | 34.2 (93.6)                             | 33.2 (91.8)                             | 30.6 (87.1)                             | 25.0 (77.0)                             | 18.8 (65.8)                             | 27.1 (80.7)                             |
| المتوسط اليومي °م (°ف)                  | 12.1 (53.8)                             | 12.6 (54.7)                             | 15.1 (59.2)                             | 19.7 (67.5)                             | 22.5 (72.5)                             | 25.1 (77.2)                             | 26.6 (79.9)                             | 27.6 (81.7)                             | 26.5 (79.7)                             | 23.3 (73.9)                             | 18.4 (65.1)                             | 13.7 (56.7)                             | 20.3 (68.5)                             |
| متوسط درجة الحرارة الصغرى °م (°ف)       | 6.8 (44.2)                              | 7.1 (44.8)                              | 8.6 (47.5)                              | 11.2 (52.2)                             | 14.0 (57.2)                             | 17.3 (63.1)                             | 19.6 (67.3)                             | 21.1 (70.0)                             | 19.8 (67.6)                             | 16.1 (61.0)                             | 11.8 (53.2)                             | 8.7 (47.7)                              | 13.5 (56.3)                             |
| أدنى درجة حرارة °م (°ف)                 | 2.0 (35.6)                              | 1.0 (33.8)                              | 5.0 (41.0)                              | 3.4 (38.1)                              | 12.8 (55.0)                             | 17.0 (62.6)                             | 21.4 (70.5)                             | 21.0 (69.8)                             | 17.8 (64.0)                             | 11.0 (51.8)                             | 11.0 (51.8)                             | 6.0 (42.8)                              | 1.0 (33.8)                              |
| الهطول مم (إنش)                         | 107 (4.2)                               | 62 (2.4)                                | 65 (2.6)                                | 25 (1.0)                                | 6 (0.2)                                 | 0 (0)                                   | 0 (0)                                   | 0 (0)                                   | 0 (0)                                   | 16 (0.6)                                | 40 (1.6)                                | 93 (3.7)                                | 414 (16.3)                              |
| متوسط الرطوبة النسبية (%)               | 80                                      | 84                                      | 76                                      | 67                                      | 60                                      | 63                                      | 63                                      | 65                                      | 64                                      | 65                                      | 66                                      | 74                                      | 69                                      |
| ساعات سطوع الشمس الشهرية                | 5.4                                     | 5.6                                     | 6.8                                     | 7.8                                     | 9.7                                     | 11.3                                    | 11.1                                    | 10.0                                    | 9.1                                     | 8.1                                     | 6.8                                     | 5.4                                     | 97.1                                    |
| المصدر: وزارة النقل والمواصلات          |                                         |                                         |                                         |                                         |                                         |                                         |                                         |                                         |                                         |                                         |                                         |                                         |                                         |

## السكان
| السنة | عدد السكان    |
| ----- | ------------- |
| 1596  | 7,000         |
| 1838  | 10,000-16,000 |
| 1882  | 15,000        |
| 1897  | 35,000        |
| 1906  | 44,000        |
| 1914  | 50,000        |
| 1922  | 77,426        |
| 1945  | 120,250       |
| 1982  | 180,272       |
| 1997  | 220,113       |
| 2007  | 256,619       |
| 2017  | 314,866       |

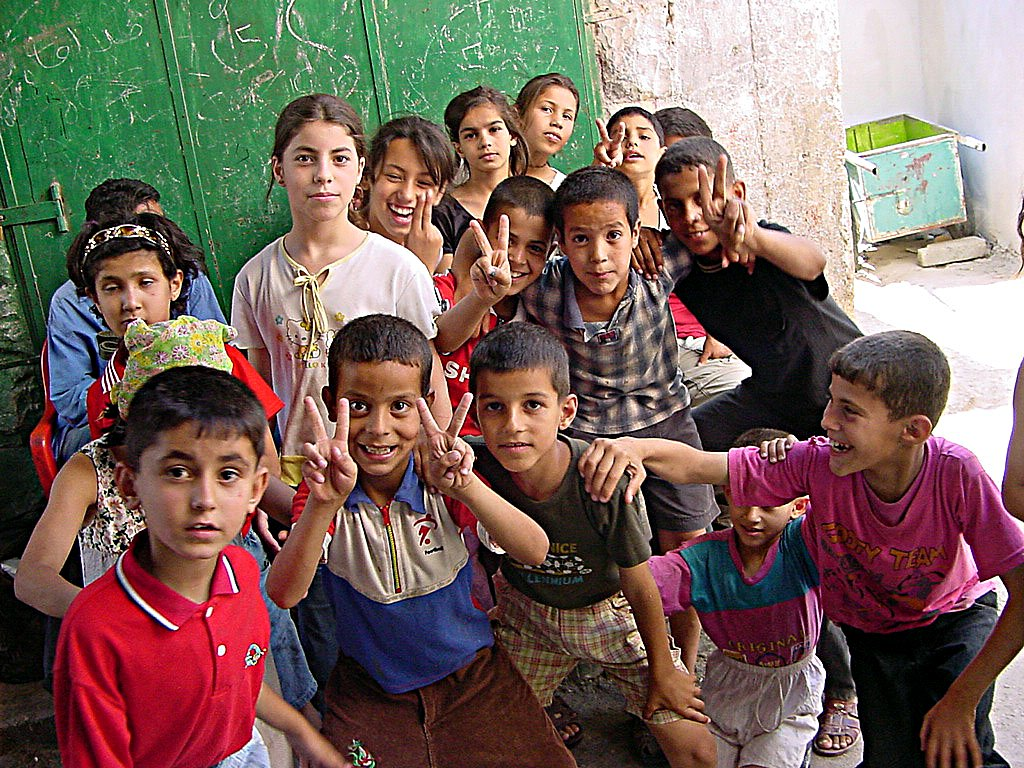
أطفال من جنين.

إن نمو عدد السكان في جنين لم يكن بمعدل كبير في الفترة الممتدة بين عاميّ 1922 و1931، وذلك بسبب هجرة العديد من سكانها إلى مدن السهل الساحلي، إلا أن هذا النمو بدأ يرتفع فيما بعد ليتضاعف عام 1947م؛ بسبب عودة سكان المدينة إليها، وبفعل الركود الاقتصادي الذي أصاب المناطق الساحلية، وبحكم الحرب العالمية الثانية والأحداث الجارية في المنطقة. وفي عام 1952 سجل تعداد سكان جنين ارتفاعاً كبيراً بعد تدفق أعداد كبيرة من اللاجئين الفلسطينيين عقب نكبة العام 1948، وعاد لينخفض انخفاضاً حاداً عام 1967 بسبب نزوح أعداد كبيرة من سكان المدينة إلى شرق الأردن ودول الخليج في أعقاب نكسة عام 1967. وفي سنة 1980 عاد عدد السكان للارتفاع بسبب عودة سكان المدينة إليها وما زال يواصل ارتفاعه حتى الآن.
وفقاً لإحصاء عام 2007، فقد بلغ عدد سكان مدينة جنين 39,000 نسمة، من بينهم 19,238 إناث و 19,766 ذكور. كما يبلغ عدد سكان مخيم جنين الذي يقع غرب المدينة 16,000 لاجئ، حسب إحصائيات وكالة غوث وتشغيل اللاجئين الفلسطينيين (الأونروا) والتي أشارت إلى أن 42.3% من سكان المخيم هم دون سن الخمسة عشر عام، وهذا يعني أن النسبة الكبرى من سكان جنين ومخيمها من الشباب. أما بالنسبة للعدد الإجمالي لسكان محافظة جنين فقد بلغ في عام 2007 حوالي 256,000 نسمة، وهو ما يشكل نسبة 6,8% من تعداد الشعب الفلسطيني داخل الأراضي الفلسطينية. يُشكل مسلم الغالبية العظمى من السكان كباقي مناطق الأراضي الفلسطينية، وتتواجد أقلية المسيحية في إسرائيل تنتشر في بعض قرى المحافظة وفي جنين نفسها. وهذا جدول بأعداد سكان منطقة جنين في سنوات مختلفة:

### مخيم جنين
أسست وكالة الأمم المتحدة لإغاثة وتشغيل اللاجئين الفلسطينيين (UNRWA) مخيمَ اللاجئين عام 1953 برعاية أردنية. ويقع المخيم غرب مركز المدينة، ويمتد على مساحة ضيقة لا تتجاوز الكيلومتر المربع، ويعيش فيه كما ذُكر ما يقارب 16,000 لاجئ، مما يجعله بقعة مكتظة سكانياً، وهو أمر غير صحي وخصوصًا في ظل النقص الحاد في الخدمات الأساسية.

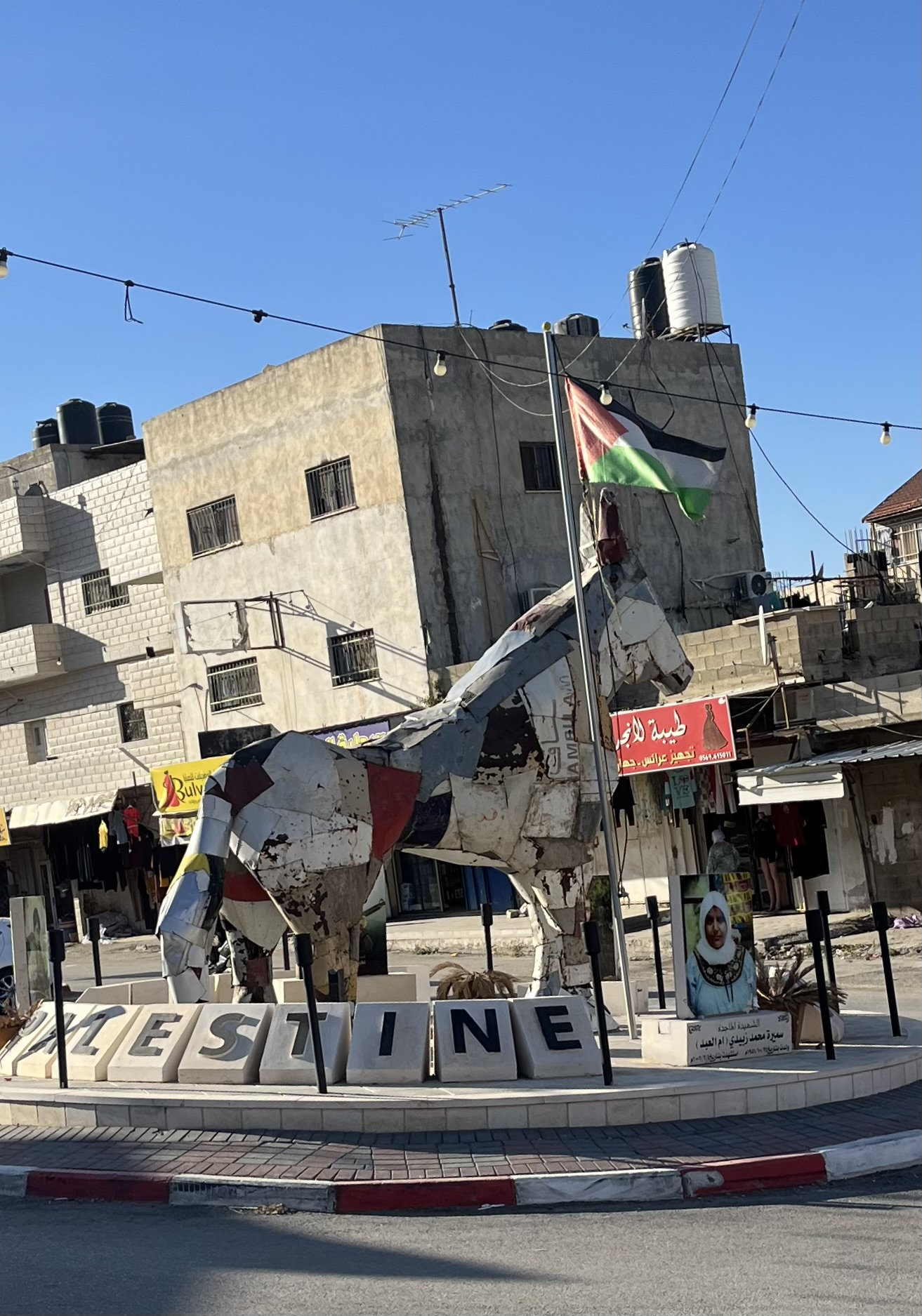

كان مخيم جنين هدفا استراتيجيا لقوات الاحتلال الإسرائيلي حيث حاولت استهدافه مرات عدة، لكنها فشلت أمام مقاومة أبنائه، حيث وجدت قوات الاحتلال صموداً من سكانه الذين أصروا على البقاء داخل المخيم رغم الأضرار الكبيرة التي تعرضوا لها، وبلغت الاعتداءات الإسرائيلية على المخيم ذروتها فجر 3 نيسان سنة 2002 حين اقتحمت المخيم واشتبكت مع فصائل المقاومة بحرب شوارع أطلق عليها لاحقاً معركة جنين.

## المواصلات
كان لموقع جنين أكبر الأثر في حياة المدينة قديماً وحديثاً، ويظهر ذلك في تاريخها الاقتصادي والاجتماعي، وفي أهميتها كعقدة مواصلات بين جبال فلسطين الوسطى (نابلس - القدس - الخليل) ومدنها، وبين شمال فلسطين لا سيما طريق القدس - الناصرة. كما تتفرع من المدينة طرق إلى حيفا وعكا. وقد حظيت مدينة جنين باهتمام بالغ من حيث المواصلات، حيث عُبدت الطرق إليها قبل الطرق الساحلية التي كانت تعتبر أهم الطرق بالنسبة للمستعمرين أيام الانتداب البريطاني على فلسطين. ولم تتوقف أهمية المدينة على الطرق البرية، بل امتدت أهميتها إلى الخطوط الحديدية، حيث يمر بها خط يصل إلى العفولة ومن ثم بيسان فطبريا.
تعدّ مدينة جنين من المدن الفلسطينية التي نشأت قديمِاً وتطورت عمرانيًا وذلك نتيجة للتزايد السكاني، ولكن لم تتطور شبكة المواصلات فيها بشكل مواز، ويعود ذلك لفترات الاحتلال المتعاقبة والتي مرت بها المدينة، والظروف الاقتصادية والاجتماعية الناجمة، مما أدى إلى ظهور العديد من المشاكل في نظاِم المواصلات سواءً على مستوى تخطيط وتنظيم الطرقات والشوارع، أو على مستوى البنية الإنشائية للطرق.

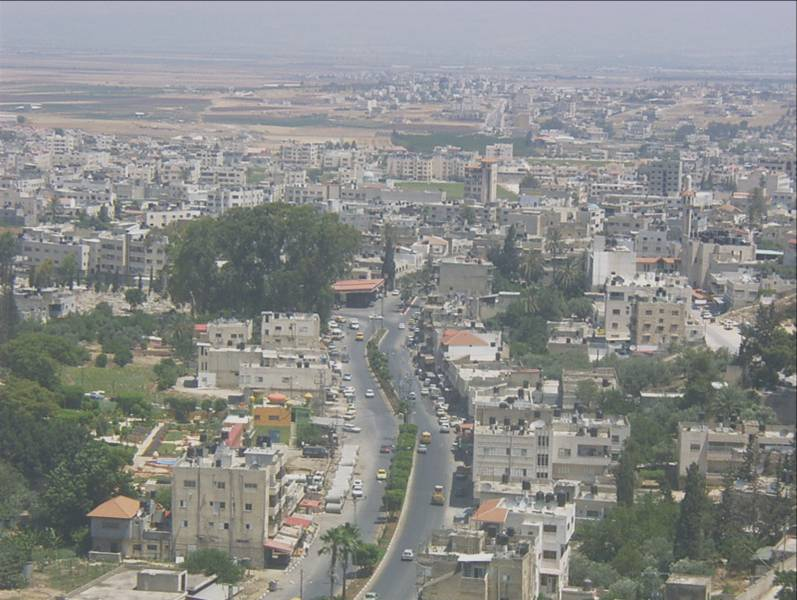
شارع نابلس - أحد شوارع جنين الرئيسية، الذي يعتبر المدخل الجنوبي للمدينة.

تأتي أهمية مدينة جنين من حيث نوع الخدمات التي تقدمها والمؤسسات الموجودةِ فيها، والتي تتضمن مكاتب حكومية ومدارس، ومستشفيات، وبنوك، وأسواق، ومحلات تجارية ومنطقة صناعية، والتي تقدم خدمات للقرى والبلدات في المحافظة. إضافة لذلك، فان أهمية المدينة تعود إلى الطرق الإقليمية والتي تم تخطيطها من قبل وزارة التخطيط والتي تمر عبر مدينة جنين، فالطريق الأولى من وادي الأردن إلى الناصرة، والأخرى تربط الخليل بحيفا وتمر عبر مدينتي نابلس ورام الله، وتأتي أهمية المدينة أيضا بسبب قربها من الخط الأخضر الوهمي الذي يفصل مناطق عام 1948 عن المناطق المحتلة عام 1967، حيث تشكل مركزا للتسوق للفلسطينيين داخل الخط الأخضر.
وتزداد أهمية النقل في مدينة جنين وذلك نتيجة للتوسع المدينة ونموها المتسارع. ويستخدم سكان المدينة في تنقلهم داخل المدينة وسائل نقل مختلفة. إلا أنه تبين من المسح الميداني عام 2007، أن هناك انخفاض في استخدام السيارات الخاصة في المدينة، حيث بلغت نسبة الأسر التي تمتلك سيارة خاصة 13.8% من مجموع الأسر بالمدينة. في مقابل ذلك يلاحظ ارتفاع في استخدام سيارات الأجرة وخاصة للتنقل بين مركز المدينة ومناطقها المختلفة، حيث بلغت نسبة مستخدمي هذه الوسيلة 43.9%، وبنسبة أقل للحافلات تبلغ 25.3% من مجموع السكان.
تتكون الشبكة الحالية للطرق في مدينة جنين من مجموعة من الممرات الرئيسية، التي يتراوح عرضها من أربع مسارب إلى مسربين، تربط أجزاء المدينة ببعضها، كما تربطها بمدن فلسطينية أخرى، بالإضافة لقرى محافظة جنين، وهذه الطرق هي:
| شارع نابلس                   | شارع الناصرة            | شارع حيفا      |
| شارع جمال عبد الناصر والمحطة | شارع عبد القادر الحسيني | شارع فلسطين    |
| شارع أبو جهاد                | شارع السويطات           | شارع الجابريات |

## الاقتصاد
مدينة جنين إحدى المدن الرئيسية في فلسطين، بالرغم من قلة عدد سكانها تاريخياً حتى النكبة، مقارنة بالمدن الفلسطينية الأخرى، إلا أن لها ثقلاً اقتصادياً يفوق حجمها السكاني بشدة، وهذا يعود لتمتع المحافظة بخصائص طبيعية متنوعة وفرت لها موارد اقتصادية متنوعة لا سيما في مجال التعليم والخدمات والمهن والحرف، مما مكن أبناءها من إيجاد فرص عمل في الدول العربية المجاورة، وهذا بدوره خفض من أثر المدينة بالمساهمة الفعالة بالحجم السكاني في الضفة الغربية، ولكنه أتاح الفرصة لرفع معدلات حوالات المغتربين للمدينة والمحافظة بشكل كبير مما أثر على اقتصاد المدينة والبلاد بشكل إيجابي. تدير غرفة تجارة وصناعة وزراعة لواء جنين الأوضاع الاقتصادية في المدينة.

### التجارة
وتنتشر الأسواق في مدينة جنين: فهناك السوق الشعبي، سوق الحلال، سوق الجملة، سوق السيباط، سوق شارع الناصرة، سوق شارع أبو بكر، سوق شارع بورسعيد، سوق شارع فيصل، سوق شارع الهلال، سوق شارع فاطمة خاتون، وسوق الحسبة القديمة. وتحتوي الأسواق المذكورة على العديد من المحلات التجارية المختلفة. بالإضافة إلى سوق تجاري رئيس يقع وسط المدينة وآخر يقع شمال المدينة مخصص لاستقبال المتسوقين الفلسطينيين داخل الخط الأخضر الذين يشكلون 85% من القوة الشرائية حسب تقديرات الغرفة التجارية والصناعية في جنين.

### الزراعة
تعتبر الزراعة نشاطاً رئيسياً في مدينة جنين ومحافظتها، حيث يعتمد عليها غالبية السكان سواء كان ذلك بصورة مباشرة أو غير مباشرة. وقبل هجرة بعض سكانها إلى دول الخليج في ستينات القرن العشرين، كانت الزراعة هي المورد الوحيد في المنطقة. وتعد مدينة جنين زراعية لحد كبير إذ تشكل مركز التسويق والتمويل الزراعي للمحافظة، حيث تعد أراضيها الزراعية واحدة من أكثر المناطق خصوبة في الضفة الغربية، حيث تزرع سنوياً بالمحاصيل الحقلية والخضار والأشجار المثمرة كالزيتون واللوزيات والحمضيات، بالإضافة إلى استخدام البيوت البلاستيكية على نطاق واسع. كما تشتهر المحافظة منذ عقود بزراعة فاكهة البطيخ بشكل لافت. قدرت وزارة الزراعة الفلسطينية مساحة الأرض المزروعة في المحافظة عام 1998/1997، حوالي 367,415 دونم وهو ما يعادل حوالي 20% من مساحة الأرض المزروعة في الأراضي الفلسطينية.
تتمتع منطقة جنين وطوباس بثروة حرجية تميزها على باقي محافظات السلطة الفلسطينية، وتنتشر الغابات على مساحة تقارب 270,000 دونم، تشكل حوالي 85% من أحراش الضفة الغربية، إلا أنها تقع في الغالب في التصنيف (ج) حسب اتفاق أوسلو.

### الصناعة
بدأ اقتصاد المدينة يتحول تدريجياً إلى الصناعة بعد قدوم السلطة الفلسطينية في منتصف تسعينات القرن الفائت، وبالأخص الصناعات الخفيفة والمتوسطة، حيث ستنشأ منطقة صناعية دولية من أجل تفعيل الحركة الاقتصادية وتنشيطها، وإيجاد فرص عمل لعدد كبير من أهالي المنطقة، وجعل جنين همزة وصل بين عرب الداخل وباقي مناطق السلطة الفلسطينية. ويمكن إجمال هذه الصناعات بالتالي: صناعات زراعية، وتشمل معاصر الزيتون والمطاحن؛ وصناعات خاصة بالبناء وتشمل المقالع والمحاجر والكسارات وصناعة البلاط والفسيفساء؛ وصناعة الملابس والأحذية والخشب والحديد.
في عام 2008، افتتح مهرجان للصناعات الوطنية الفلسطينية في القرية السياحية شرق جنين، برعاية السلطة الفلسطينية وبدعم أوروبي، وكان لذلك شأن كبير في تقدم المشاريع الاقتصادية وتحقيق النمو الاقتصادي في المحافظة والأراضي الفلسطينية بصورة عامة.

## العمارة
تعتبر مدينة جنين مدينة سكنية إلى حد كبير، بالإضافة لكونها مركز تجاري وزراعي، إلا أن طابع المنازل والبنايات السكنية يغلب عليها، ويختلف حجم البناء ومساحة المساكن بالنسبة للمدينة عنه في المدن الفلسطينية الأخرى، فبلغ متوسط عدد الغرف فيها 4.5 غرفة لعام 2007، بينما المعدل العام في المدن الفلسطينية هو 3.6 غرفة، وقد يعود هذا إلى عدد من العوامل منها العادات والتقاليد، حيث أن البناء حجمه وشكله ومادته كلها تعزز القيمة الاجتماعية للأسرة. ويظهر ذلك بوضوح عند الذين تركوا الأرياف ثم انتقلوا إلى السكن في مدينة جنين، كما للدخل دور في عدد الغرف بالمسكن.
وتتوفر في محافظة جنين مناطق متعددة يتم استخراج حجارة البناء منها ومن هذه المناطق قباطيا وعجة وغيرها، مما دفع الكثير من السكان لاستخدام الحجارة في بناء مساكنهم بنسبة عالية. ويستخدم الطوب أيضا بنسبة كبيرة - خاصة بمخيم المدينة، كما تستخدم الدكة والطين بنسب أقل. إن نسبة المساكن المبنية من الحجر بلغت 40.5% من مساكن المدينة، وهي نسبة مقاربة للنسبة العامة لمدن الضفة الغربية والتي هي 40% حسب إحصاء سنة 1997.
| جامع جنين الكبير يعتبر أهم المعالم التاريخية في مدينة جنين الذي أقامته فاطمة خاتون ابنة محمد بك بن السلطان الملك الأشرف قانصوة الغوري بل هو من أبرز المعالم التاريخية في الحضارة الإسلامية في فلسطين. ويعد هذا المسجد من أقدم التحف المعمارية العثمانية في البلاد. |                                 |
| مكتبة بلدية جنين تعتبر من أهم المعالم الثقافية في وسط المدينة، كانت في السابق مقر بلدية جنين القديم، إلا أن البلدية نقلت مقرها الجديد بعيدا عن وسط المدينة المزدحم.                                                                                                | مكتبة جنين، ومقر البلدية القديم |
| دير اللاتين من المعالم الدينية والتاريخية الهامة، والتي تدل تسامح سكان المدينة ووجود أقلية من أتباع الديانة المسيحية من بين سكانها. |                                 |
| سوق السيباط يعتبر أحد المعالم التاريخية العثمانية في المدينة، وهو سوق تجاري يقع مدخله عند البلدية القديمة. |                                 |
| الحديقة العسكرية هي أحد المعالم التي تؤرخ لتاريخ المدينة العسكري، من خلال عرض عدد من الأسلحة المستخدمة بالمنطقة خلال فترات زمنية مختلفة من تاريخ المدينة. |                                 |

## التعليم
تحتل محافظة جنين مرتبة متقدمة في نسب التعليم بالأراضي الفلسطينية، وهي الأولى على مستوى الضفة الغربية، حيث تشاطر النسبة ذاتها تقريباً كل من سلفيت وطولكرم - وتبلغ نسبة الأمية في محافظة جنين 3,9% من الذين هم أكبر من 10 سنوات، بينما المعدل العام في الأراضي الفلسطينية هو 5,8% (وهو كما معروف من أقل النسب عربياً).
عرفت المدينة حركة تعليمية منذ أمد بعيد، حيث كان نظام (الكتاتيب) سائداً منذ بداية القرن التاسع عشر. وقد شهدت مساجد المدينة الحلقات التدريسية والمناظرات العلمية من قبل مشاهير العلماء المسلمين، وغلب على هذه الحركة العلمية الطابع الديني حيث كانت تدرس علوم الدين المختلفة من فقه وحديث.
وفي نهاية القرن التاسع عشر أقيمت أول مدرسة ابتدائية ضمت أربعة صفوف، ثم تبع إنشاء المدرسة الابتدائية أخرى علياً. وبقي الأمر كذلك حتى بعد الانتداب البريطاني، لأن البريطانيين لم يكونوا معنيين بتطور الخدمات العامة لا سيما الخدمات التعليمية. وفي عام 1943 ارتفعت معدلات التضخم في البلاد بشكل حاد، وهذا دفع الاستعمار البريطاني للقيام ببعض الخدمات لامتصاص الفائض النقدي في البلاد، فأنشأ في مدينة جنين مدرسة ثانوية، دفع الأهالي تكاليفها بالكامل. ومن الأمور التي ساهمت فعلاً في تطوير الحركة العلمية في المدينة تشكيل لجنة المعارف المحلية التي كانت مهمتها البحث في الموارد والمصادر المالية التي يمكن عن طريقها تطوير التعليم في المدينة.

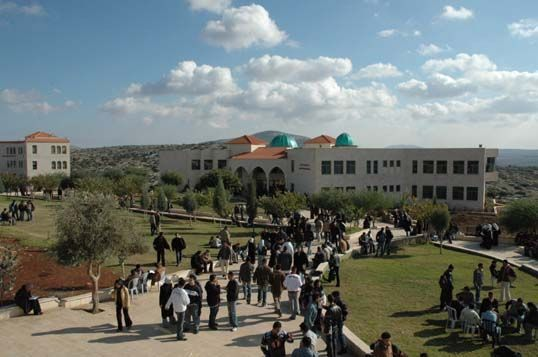
الجامعة العربية الأمريكية في محافظة جنين.

وبعد حرب سنة 1948 لم يكن في المدينة سوى مدرستين، واحدة للذكور وأخرى للإناث. وبعد تولي الحكومة الأردنية زاد عدد المدارس وتضاعف عدد الطلاب.
وفي عام 1982 بلغ عدد المدارس في مدينة جنين إحدى عشرة مدرسة للذكور وست مدراس للإناث، وبلغ عدد الطلاب في هذه السنة 2610 طالباً و2495 طالبة ومما تجدر الإشارة إليه هو أن عدد الطلاب الذكور في هذه السنة لم يتجاوز عدد الطلاب عام 1960. هذا يشير إلى ظاهرة الهجرة من المدينة في الفترة التي تلت حرب سنة 1967، أما من حيث الطالبات فقد تضاعف عددهن تقريباً بين هاتين السنتين.
أنشأت الحكومة الأردنية في عام 1965 مديرية التربية والتعليم في جنين لتشرف على 65 مدرسة موزعة بين الذكور والإناث في التجمعات السكانية المختلفة التابعة للواء جنين آنذاك ويعمل بها 508 معلمة ومعلم. في عام 2005 بلغ عدد المدارس التابعة للمديرية 110 مدارس، وعدد الطلبة 37,531 طالب وطالبة وعدد المعلمين 1,852 معلم ومعلمة.
أما على صعيد التعليم العالي، فقد شهدت جنين طفرةً كبيرةً في أعداد حَمَلة شهادات البكالوريوس والماجستير في كثير من التخصصات سواء في الضفة الغربية أو في الخارج. ويتبع تنظيم محافظة جنين اليوم جامعة خاصة هي الجامعة العربية الأمريكية - جنين وفرع لجامعة القدس المفتوحة، والتي لا تقتصر خدماتها التعليمية على سكان محافظة جنين فقط، بل تمتد هذه الخدمات لتشمل القرى وبعض المدن المحيطة بها.

## الثقافة

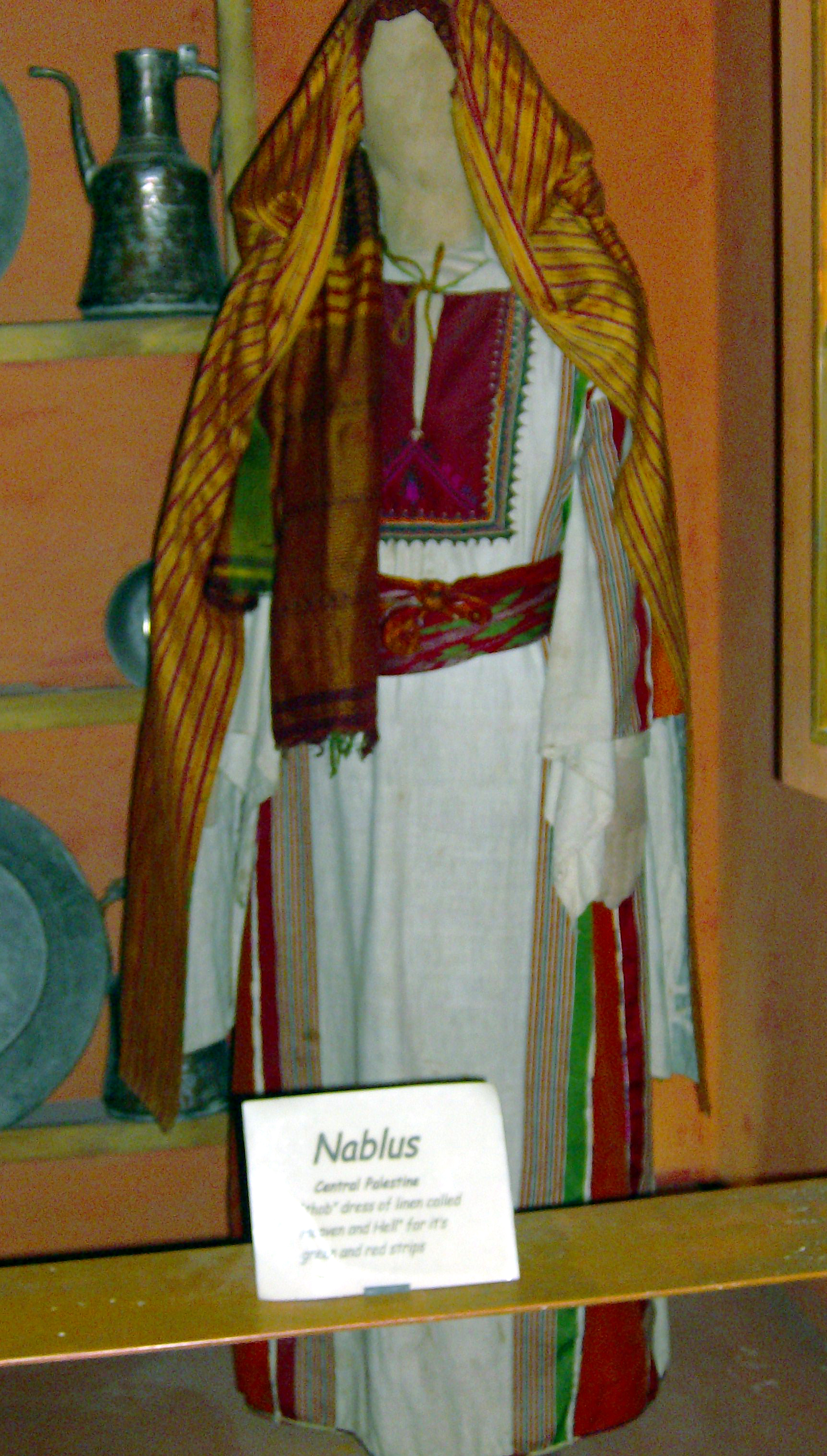
الثوب الفلسطيني لمنطقة جبل نابلس، تضم نابلس وجنين وطولكرم.

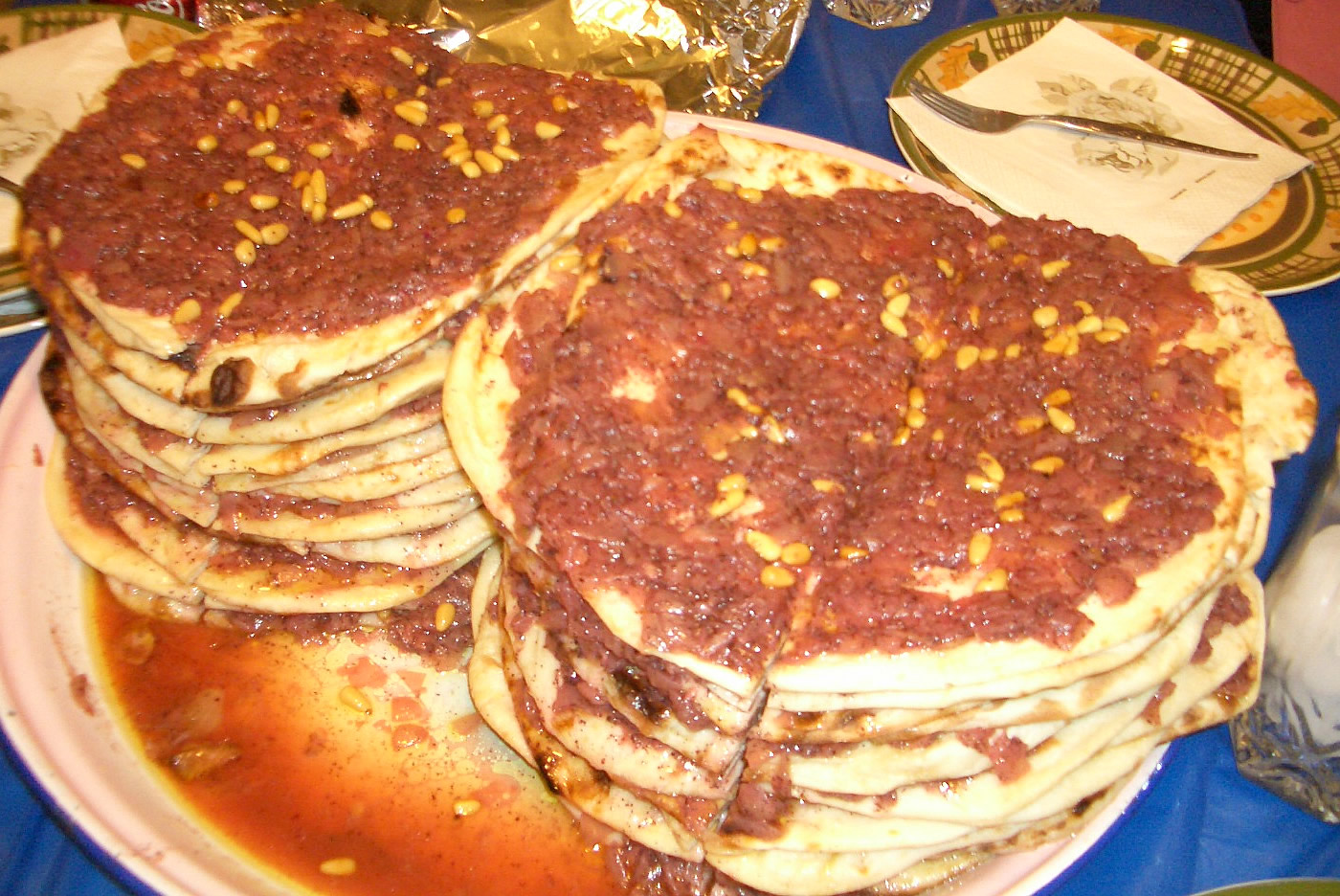
طبق المسخن تشتهر به منطقة جنين وطولكرم، شمال الضفة الغربية.

ملصق الفيلم الفلسطيني "جنين، جنين" للمخرج العالمي محمد بكري.

شكلت الثقافة جزءً من هوية سكان منطقة جنين منذ زمن بعيد، والتي كانت في الأغلب ثقافة تعبر عن الريف الفلسطيني، وهذا يظهر بشكل واضح في اللكنة أو اللهجة التي تميز سكان هذه المنطقة عن باقي اللهجات الفلسطينية بقلب القاف إلى كاف، كذلك هو الحال بالنسبة للزي التقليدي الذي تميز في منطقة جنين وشمال الضفة الغربية عن غيره من الأزياء الفلسطينية الأخرى ببساطته ولونه الأبيض المقلم طولياً. كذلك يظهر التأثير الريفي في المطبخ الفلسطيني لهذا الجزء من فلسطين والذي يشتهر بطبق المسخن الشعبي، الذي يعتبر في نفس الوقت من الأكلات الوطنية في المطبخ الفلسطيني.
تحوي جنين وقراها عدداً كبيراً من المعالم الثقافية البارزة على مستوى الضفة الغربية، لكنها في الغالب إما أن تكون قد عانت أو تضررت بسبب الاحتلال الإسرائيلي. فقد تم في عام 2009 العمل على إعادة ترميم وتأهيل سينما جنين بدعم ألماني -والتي كانت تعتبر من أكبر صالات العرض في الضفة الغربية- بعد إغلاقها مدة تزيد عن 22 عاماً، أي بعد الانتفاضة الأولى مباشرة.
بموازاة ذلك يوجد في مخيم جنين مسرح هو مسرح الحرية. يعتبر مسرح الحرية الأول في المنطقة والوحيد، تأسس عام 1990. يعمل المسرح على عقد ورش عمل مختلفة في مجالي الدراما وموسيقى الأطفال والشباب، حيث يقوم كادر العمل المسرحي بتدريب استشاريين من الشباب للعمل مع المشاركين من مخيم جنين. يوفر المسرح أيضاً دورات في العلاج من خلال التمثيل المسرحي. وتجدر الإشارة إلى أنه يقام في محافظة جنين كل عام مهرجان ثقافي هو مهرجان مرج ابن عامر للتراث والثقافة والذي يعكس الوجه الحضاري والثقافي للمحافظة والضفة الغربية بشكل عام.
وفي جنين أيضاً مركزاً للثقافة والإبداع أُسّس عام 2005، ومعهد جنين للموسيقى يضم أركسترا جنين للشباب، ومتحف جنين للتراث الشعبي يحاكي تاريخ فلسطين ويعتبر الأول من نوعه في البلاد، وهو يجسد جانبا من تاريخ فلسطين منذ العهدة العمرية وحتى عودة الرئيس ياسر عرفات إلى فلسطين، ويقع في القرية السياحية جنوب شرق المدينة.

### الإعلام
توجد في جنين محطتان محليتان للبث الأرضي هما تلفزيون جنين المركزي وتلفزيون فرح، كما تبث محطتان إذاعيتان من المدينة على موجة (إف أم) هما: راديو البلد - جنين وصوت الأحلام، يغطي بثيهما معظم مناطق شمال الضفة الغربية.

## البنية التحتية

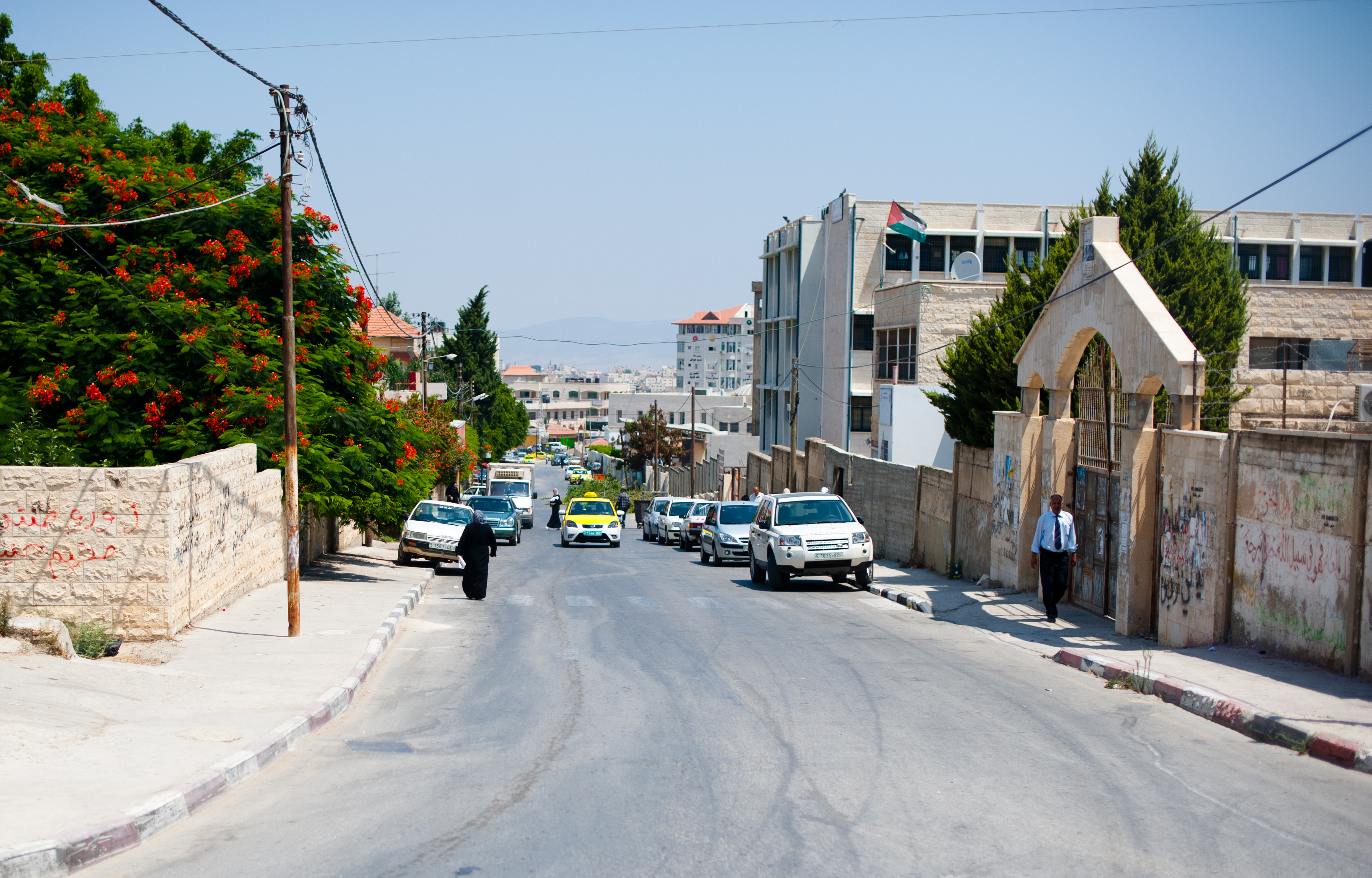
أحد شوارع جنين.

تحوي المدينة عدداً قليلاً من المنشآت الكبيرة في المجالات الخدمية والاجتماعية والصحية، فتوجد بعض المستشفيات الصغيرة والعيادات بالإضافة إلى مستشفى جنين الحكومي ومستشفى الشفاء. أما بالنسبة للجانب الرياضي، فيوجد في جنين ملعب يتبع البلدية ويتسع لثلاثة آلاف متفرج، يلعب فيه نادي جنين الرياضي الذي يلعب في الدوري الفلسطيني الممتاز، إضافة إلى عدة فرق تنتشر في قرى المحافظة. وتوجد في المدينة العديد من المكتبات أهمها مكتبة البلدية القديمة وسط المدينة.

## بلدية جنين
تم إنشاء أول بلدية في مدينة جنين عام 1886 برئاسة الحاج عبد المجيد منصور حيث كان عدد الناخبين لا يتجاوز الثمانين ناخباً من بينهم ستة أعضاء بطريقة الاقتراع السري، بحيث يعين المتصرف الرئيسي من بين الأعضاء المنتخبين لمدة أربع سنوات. وقد بقي التشريع التركي هذا معمولاً به إلى أن صدر القانون رقم 17 لسنة 1954م. وظل الوضع كما هو إلى أن قامت السلطات الإسرائيلية بإقالة آخر مجلس منتخب سنة 1982 والذي كان برئاسة أحمد شوقي موسى المحمود، وتسلمت إسرائيل إدارة البلدية حتى عام 1995 حيث تشكلت لجنة وطنية برئاسة وليد أبو مويس، وقد تسلم رئاستها بقرار رئاسي من الرئيس ياسر عرفات في تشرين الأول من سنة 1995، أي بعد تأسيس السلطة الفلسطينية. وتتبع بلدية جنين اليوم 14 بلدية وحوالي 30 قرية في المحافظة.

### قائمة رؤساء بلدية جنين
توالى على رئاسة بلدية جنين 18 شخصًا هم:
| - عبد المجيد منصور - عبد الرحمن الحاج حسن - راغب السوقي - الحاج حسن فزّاع - توفيق منصور - بشارة عطا الله | - حسين العبّوشي - عارف عبد الرحمن - فهمي العبّوشي - تحسين عبد الهادي - عبد الرحيم جرّار - صالح عارف عزّوقة | - حسني السوقي - أحمد كمال السعّدي - أحمد شوقي المحمود - شهاب السنوري - عبد الله لحلوح - وليد أبو مويّس (معين) - حاتم رضا جرار (مستقيل) - وليد أبو مويُس (منتخب) - محمد أبو غالي - فايز فارس السعدي |

## قراءات أخرى
- Ayalon، David؛ Sharon، Moshe (1986). Studies in Islamic history and civilization: in honour of Professor David Ayalon (ط. المصورة). BRILL. ISBN:978-96-52-64014-7.
- Chatty، Dawn (2006). Nomadic societies in the Middle East and North Africa: entering the 21st century (ط. المصورة). BRILL. ISBN:978-90-04-14792-8.
- Doumani، Beshara (1995). Rediscovering Palestine: merchants and peasants in Jabal Nablus, 1700-1900 (ط. المصورة). University of California Press. ISBN:0520203704. مؤرشف من الأصل في 2019-12-08.
- Hadidi، Adnan (1995). Studies in the history and archaeology of Jordan, Volume 3 (ط. المصورة). Taylor & Francis. ISBN:0710213727. مؤرشف من الأصل في 2019-12-08.
- Kohl، Philip L.؛ Kozelsky، Mara؛ Ben-Yehuda، Nachman (2007). Selective remembrances: archaeology in the construction, commemoration, and consecration of national pasts (ط. المصورة). University of Chicago Press. ISBN:9780226450599. مؤرشف من الأصل في 2019-12-08.
- Negev، Avraham؛ Gibson، Shimon (2005). Archaeological encyclopedia of the Holy Land (ط. الرابعة المنقحة والمصورة). Continuum International Publishing Group. ISBN:0826485715.
- Quataert، Donald (2005). The Ottoman Empire, 1700-1922 (ط. الثانية المنقحة والمصورة). Cambridge University Press. ISBN:0521839106.
- Yazbak، Maḥmūd (1998). Haifa in the late Ottoman period, 1864-1914: a Muslim town in transition (ط. المصورة). BRILL. ISBN:9004110518.

## وصلات خارجية
- معلومات عن جنين من صفحة مكتب تنسيق الشؤون الإنسانية في الأرض الفلسطينية المحتلة التابع للأمم المتحدة
- جنين - فلسطين في الذاكرة
- صفحة جنين السياحية
- صورة جوية لمدينة جنين ومخيمها - ويكي مابيا
- صور نادرة لمدينة جنين قديما
- استطلاع مصور عن جنين من مجلة العربي